# Carpazi
I monti Carpazi o semplicemente Carpazi (ceco, polacco e slovacco: Karpaty; ungherese: Kárpátok; rumeno: Carpați; serbo: Карпати o Karpati; ucraino: Карпати (Karpaty); bulgaro: Карпати (karpati); tedesco: Karpaten.) sono l'ala orientale del grande sistema montuoso centrale dell'Europa. Con un grande arco di circa 1 500 km, i Carpazi attraversano i territori di Repubblica Ceca (cui appartiene il 3% dell'intero sistema montuoso), Polonia (10%), Slovacchia (17%), Ungheria (4%), Ucraina (10%), Romania (50%), Serbia (5%) e Austria (cui appartiene una porzione irrisoria).
La lunghezza di 1.550 km fa dei Carpazi il terzo più lungo gruppo montuoso europeo dopo gli Urali (2.500 km) e i Monti Scandinavi (1.700 km).
La catena montuosa più alta dell'intero gruppo è quella dei Monti Tatra, che si innalzano tra la Slovacchia e la Polonia con vette superanti i 2.600 m. La seconda catena montuosa per altezza si trova nei Carpazi Meridionali in Romania, dove le cime arrivano a 2550 m.

## Etimologia

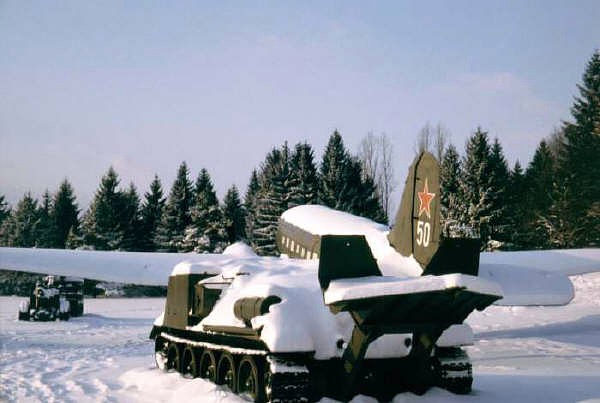
Il Passo di Dukla, il più basso dei Carpazi occidentali, è stato teatro di una delle battaglie più sanguinose della seconda guerra mondiale, come testimoniano i pezzi di artiglieria sovietica nel museo di Svidník

Il nome, molto probabilmente, deriva da "Carpi", una tribù dacica che, secondo i documenti dell'Impero Romano d'Oriente (Zosimo), fino al 381 viveva ai pendii orientali della catena montuosa. In alternativa, il nome della tribù sarebbe derivato da quello delle montagne. Il nome "Karpetes" potrebbe infine venire dalla radice indoeuropea *sker/*ker, da cui derivano la parola albanese "karpë", la parola lombarda e friulana "crap" (roccia, dirupo), "crepe" in ladino, e forse una parola di lingua dacica che significava "montagna" o "roccia".
Nei tardi documenti romani, i Carpazi orientali erano chiamati Montes Sarmatici. I Carpazi occidentali erano chiamati Carpates. Il nome Carpates venne registrato per la prima volta nella Geografia di Tolomeo. Nella saga di Hervör scandinava, che descrive antiche leggende germaniche sulle battaglie tra Goti e Unni, il nome Karpates appare nella probabile forma germanica Harvaða fjöllum (vedi legge di Grimm). In documenti ufficiali ungheresi del XIII e XIV secolo, i Carpazi sono chiamati Thorchal o Tarczal, o con il latinismo Montes Nivium.

## Geografia

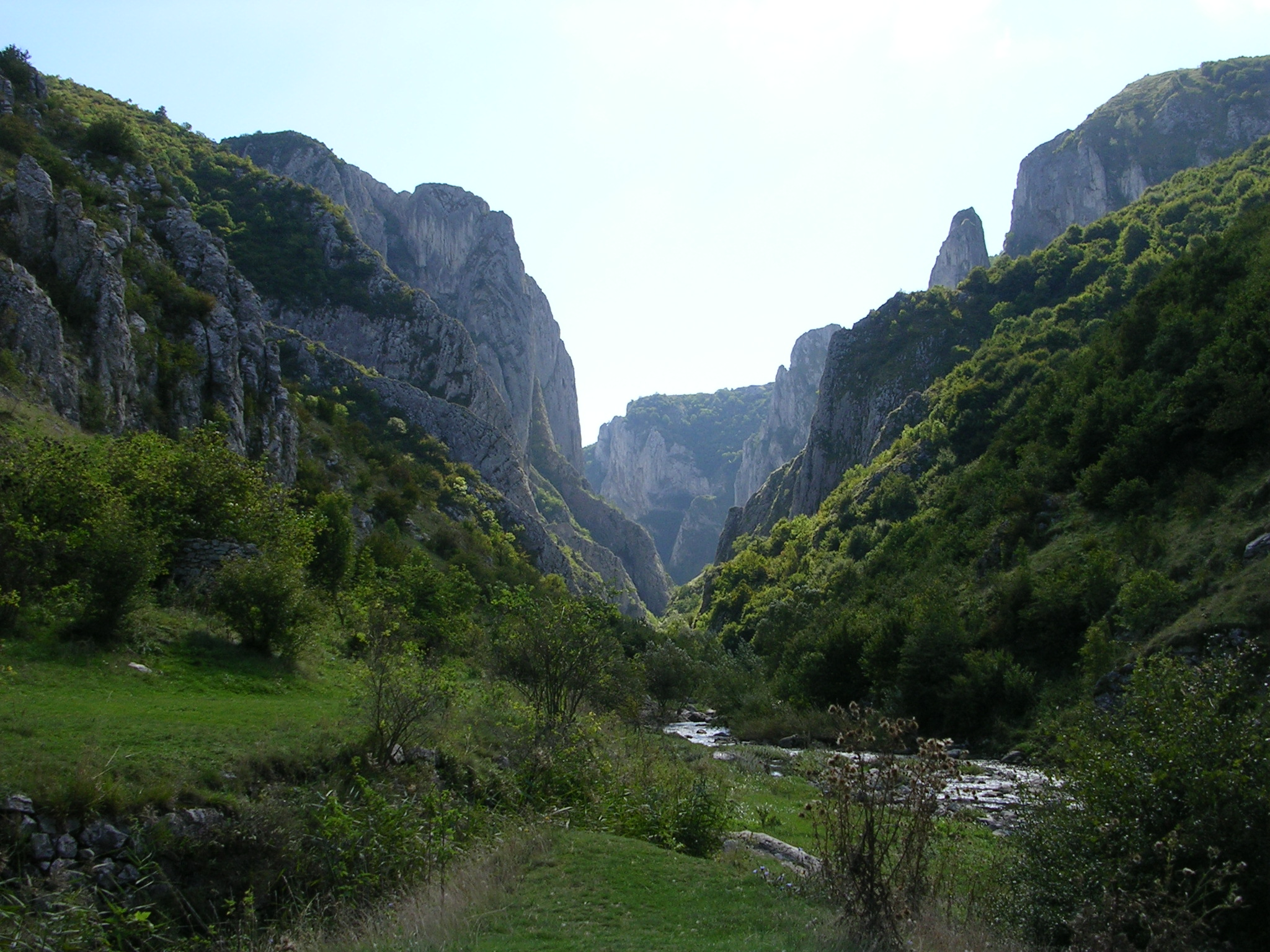
Cheile Turzii vicino a Cluj-Napoca in Transilvania.

I Carpazi hanno inizio sul Danubio vicino a Bratislava. Circondano Transcarpazia e Transilvania in un grande semicerchio, che cambia bruscamente direzione verso sud-ovest e termina nel Danubio vicino a Orșova, in Romania. La totale lunghezza dei Carpazi supera i 1 500 km. L'estensione della catena montuosa varia tra i 12 e i 500 km. Il più grande spessore dei Carpazi corrisponde alle maggiori altitudini. Così il sistema raggiunge la più grande larghezza nell'altopiano della Transilvania, e nel meridiano del gruppo Tatra (dove si trova la cima più alta, Gerlachovský štít, a 2 655 metri sul livello del mare). L'area coperta dai monti è di 190 000 km quadrati. I Carpazi sono il sistema montuoso più esteso d'Europa.
Sebbene spesso siano considerati una catena montuosa, i Carpazi non formano un'ininterrotta catena di montagne. Piuttosto, consistono in una serie di gruppi distinti orograficamente e geologicamente, che presentano una grande varietà strutturale, come le Alpi. I Carpazi, che solo in pochi punti superano i 2500 metri di altitudine, non hanno picchi ripidi, estesi campi innevati, grandi ghiacciai, alte cascate e i numerosi laghi presenti nelle Alpi. Nessun'area nella catena dei Carpazi è coperta da nevi perenni, e non ci sono ghiacciai. Alla loro massima altitudine, sono alti solo come la regione media delle Alpi, con cui condividono un simile aspetto, clima e flora.
I Carpazi sono separati dalle Alpi dal bacino del Danubio. Le due catene si incontrano solo in un punto: le montagne Leitha a Bratislava. Lo stesso fiume li separa anche dalla Stara Planina, o Monti Balcani, ad Orșova, Romania. La valle del March e dell'Oder separa i Carpazi dalle catene di Slesia e Moravia, che appartengono all'ala media del Sistema Montuoso Centrale dell'Europa. Diversamente dalle altre ali del sistema, i Carpazi, che formano lo spartiacque tra i mari del nord e il Mar Nero, sono circondati su tutti i lati da zone pianeggianti, la Pianura Pannonica a sud-ovest, la pianura del basso Danubio (Romania) a sud, e la pianura di Galizia a nord-est.

## Storia
Furono teatro di numerosi e sanguinosi scontri, tra l'esercito austro-ungarico e quello russo, durante la Prima Guerra mondiale.

## Divisione

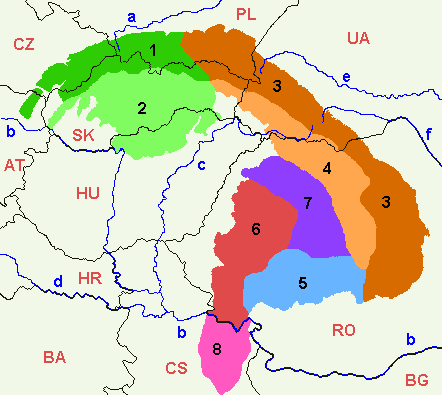
Mappa delle suddivisioni dei Carpazi:
1. Carpazi Occidentali Esterni
2. Carpazi Occidentali Interni
3. Carpazi Orientali Esterni
4. Carpazi Orientali Interni
5. Carpazi Meridionali
6. Carpazi Rumeni Occidentali
7. Altopiano Transilvanico
8. Carpazi Serbi

### Divisione orizzontale
- Carpazi Esterni (Carpazi Esterni Occidentali e Carpazi Esterni Orientali, solitamente è inclusa la Depressione Esterna dei Carpazi)
- Carpazi Interni (Carpazi Interni Occidentali e Carpazi Interni Orientali)

Buona parte dei Carpazi Esterni occidentali e nord-orientali è tradizionalmente chiamata Beschidi.

### Divisione verticale e generale
Elenco delle divisioni dei Carpazi (in senso orario da ovest, i numeri si riferiscono alla mappa):
- Carpazi Occidentali
  - 1 Carpazi Occidentali Esterni
  - 2 Carpazi Occidentali Interni
- Carpazi Sud-Orientali (Carpazi Orientali in un senso più ampio)
  - Carpazi Orientali
    - 3 Carpazi Orientali Esterni
    - 4 Carpazi Orientali Interni

  - 5 Carpazi Meridionali (conosciuti anche come Alpi Transilvaniche):
    - Gruppo dei Monti Bucegi
    - Gruppo dei Monti Făgăraș
    - Gruppo delle Montagne Parâng
    - Gruppo delle Montagne Retezat-Godeanu

  - 6 Carpazi Rumeni Occidentali
    - Monti Apuseni (raramente non considerate completamente parte dei Carpazi)
    - Montagne Poiana Ruscă (a volte considerate parte dei Carpazi Meridionali)
    - Montagne del Banato (a volte considerate parte dei Carpazi Meridionali)

  - 7 Altopiano Transilvanico (a volte non considerato completamente parte dei Carpazi)
  - 8 Carpazi Serbi (a volte considerati parte dei Carpazi Meridionali, o non considerati completamente parte dei Carpazi)
- Depressione Esterna dei Carpazi (circonda i Carpazi e normalmente è considerata parte degli adiacenti gruppi)

Il confine geologico tra Carpazi Occidentali e Orientali è approssimativamente lungo la linea (da sud a nord) che passa per le città di: Michalovce - Bardejov - Nowy Sącz - Tarnów. In convenzioni più vecchie il confine si trova più ad est, lungo la linea (da nord a sud) che passa sui fiumi San e Osława (Polonia), la città di Snina (Slovacchia) e il fiume Tur'ia (Ungheria). I biologi, comunque, spostano il confine ancora più ad est.
Il confine tra Carpazi Orientali e Meridionali è formato dal Passo di Predeal, a sud di Brașov.
Gli ucraini a volte chiamano "Carpazi Orientali" solo i Carpazi Ucraini (o Carpazi Boscosi), fondamentalmente la parte situata per lo più nel loro territorio, mentre i rumeni a volte chiamano "Carpazi Orientali" solo l'altra parte, che si trova nel loro territorio (dal confine con l'Ucraina o dal Passo di Prislop, più a sud).
Inoltre, i rumeni dividono i Carpazi Orientali nel loro territorio in tre gruppi geograficamente semplificati (nord, centro e sud), invece degli Esterni e Interni Carpazi Orientali. Sono:
- Carpații Maramureșului și ai Bucovinei (Carpazi di Maramureș e Bucovina)
- Carpații Moldo-Transilvani (Carpazi Moldavi e Transilvani)
- Carpații de Curbură/Carpații Curburii